# Edmund Zoz

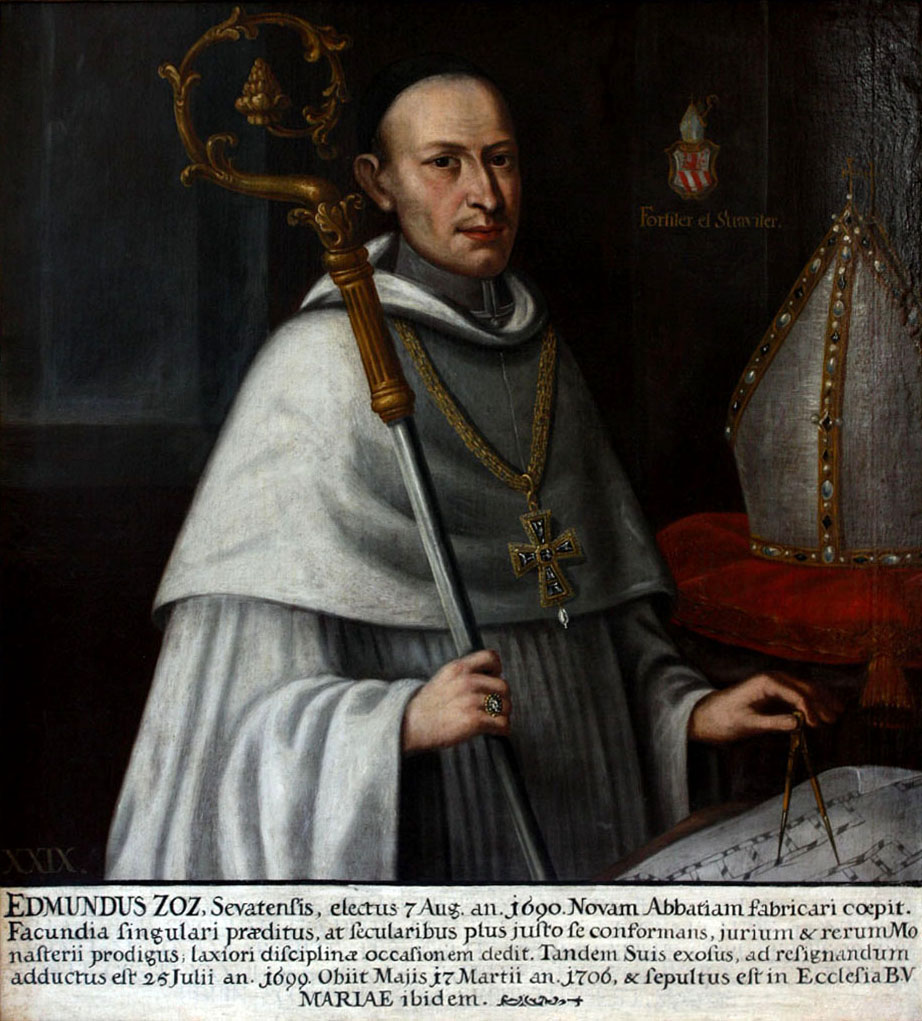
Edmund Zoz, Ölgemälde um 1700

Edmund Zoz (* 1653 in Schwaz; † 17. März 1706 in Untermais bei Meran) war Theologe, 29. Abt des Zisterzienserklosters Stift Stams in Tirol und ein bedeutender Förderer der Kunst.

## Leben
Zoz wurde im Jahr 1653 geboren und auf den Namen Christoph getauft.
Christoph Zoz, der aus einer traditionellen auch Zotz geschriebenen Tiroler Familie stammt, legte mit 16 Jahren am 15. Juni 1666 seine Profess ab und trat als Mönch dem Orden der Zisterzienser bei, wobei er den Ordensnamen Edmund annahm. Er ging 1668 zum Studium der Theologie an die Universität Ingolstadt.
Zoz wirkte zunächst als Prior des Stiftes Stams. Als solcher war er in einen langen Streit mit dem Bistum Brixen verwickelt, bei dem es um seelsorgerische und wirtschaftliche Fragen der Oberhoheit in der Region ging. Zoz schloss am 10. Dezember 1689 einen Vergleich mit dem Bistum. Als der Abt Georg Nußbaumer daraufhin im März 1690 zurücktrat, wurde Edmund Zoz am 7. August 1690 zum Prälaten gewählt und stand dem Kloster als Abt vor. Er trat am 25. Juli 1699 wahrscheinlich aufgrund der Schulden des Klosters zurück.
Edmund Zoz kam nach seiner Resignation als Abt zunächst ins Kloster Raitenhaslach. Weil der kurfürstliche geistliche Rat in München ihn dort nicht duldete, musste er 1701 nach Stams zurückkehren.
Er übersiedelte schließlich nach Mais (Untermais) und wohnte – als Angehöriger des Klosters Stams – dort im Haus ("zu Mays im sog. Thiergarten"), wo er am 17. März 1706 starb; dort wurde er auch bestattet ("B. V. Ecclesia Mariae").

## Kunstförderung

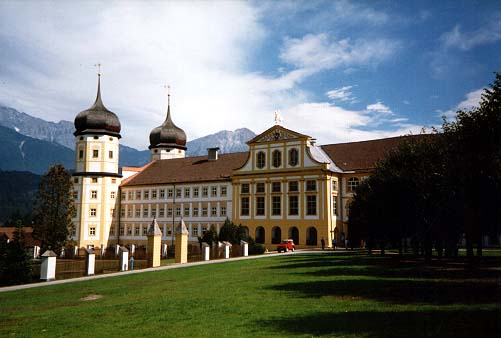
Stift Stams in der wesentlich unter Edmund Zoz geschaffenen Gestalt

Edmund Zoz betrieb als Abt eine rege Bautätigkeit. So wurden von ihm die beiden markanten Zwiebeltürme geschaffen, die der Klosterkirche von Stams ihr charakteristisches Aussehen geben. Hierzu schuf in seinem Auftrag 1692 Johann Martin Gumpp der Ältere (1643–1729) die Pläne, bei denen es auch um die Umgestaltung des Westtraktes des Klosters ging. Dieser Neubau verschlang erhebliche Mittel, was zu Abstrichen bei der Ausführung und wahrscheinlich zum Rücktritt des Abtes führte.
Zoz war der Entdecker und ein Förderer des bedeutenden Barockbildhauers Matthias Bernhard Braun (1684–1738). Er beschäftigte und förderte gleichfalls den Barockmaler Bonaventura Schor.